# Багамські Острови на літніх Олімпійських іграх 2008
Багамські Острови брали участь в Літніх Олімпійських іграх 2008 року в Пекіні (Китайська Народна Республіка) в чотирнадцятий раз за свою історію, і завоювали одну бронзову та одну срібну медалі. Збірну країни являло 25 спортсменів, у тому числі 9 жінок.

## Срібло
- Легка атлетика, чоловіки, 4х400 метрів  — Андретті Байн, Майкл Метью, Андре Вільямс, Кріс Браун, Евард Монк, Рамон Міллер.

## Бронза
- Легка атлетика, жінки, 200 метрів  — Лііван Сандс.